# Xénophon de Corinthe
Vous lisez un « bon article » labellisé en 2017.
Pour les articles homonymes, voir Xénophon (homonymie).
Xénophon de Corinthe (grec ancien : Ξενοφῶν Κορίνθιος / Xenophỗn Korínthios) est un athlète grec originaire de la cité de Corinthe. Il remporta de nombreux titres lors des Jeux panhelléniques dans les décennies 470 et 460 av. J.-C., dont le stadion et le pentathlon lors des 79e Jeux olympiques, en 464 av. J.-C.

## Famille
Xénophon de Corinthe était issu d'une des principales familles aristocratiques de Corinthe, les Oligéthides,. Il faisait aussi partie d'une lignée d'athlètes : son père, Thessalos, avait déjà été vainqueur à Olympie,, peut-être du diaulos (double stade, soit environ 384 m) en 504 av. J.-C.,. Thessalos aurait aussi remporté dans la même journée les courses du stadion et du díaulos aux Jeux pythiques et, durant le même mois, la course en armes lors des Panathénées,. Ptoéodoros, le grand-père, Terpsias, l'oncle, et Éritime, le cousin de Xénophon, s'étaient aussi fait connaître sur les stades,. Au total, la famille est créditée, en plus des victoires de Thessalos et Xénophon, de quatre couronnes à Delphes, d'une soixantaine de victoires aux Jeux isthmiques et d'une soixantaine de victoires aux Jeux néméens.

## Victoires athlétiques
Xénophon de Corinthe remporta trois couronnes aux Jeux olympiques, deux épreuves aux Jeux isthmiques, six victoires aux Jeux pythiques et un nombre inconnu de victoires aux Jeux néméens. Il remporta aussi trois épreuves aux Panathénées, sept aux fêtes d'Athéna Hellotide, dans sa cité de Corinthe, et de nombreuses autres en Arcadie ou à Argos,,.
Il remporta la course à pied du stadion d'une longueur d'un stade (environ 192 m) lors des 79e Jeux olympiques, en 464 av. J.-C. Cette victoire figure dans la longue liste compilée par Eusèbe de Césarée dans sa Chronique,,,,,,.
Avant de partir aux Jeux olympiques, Xénophon de Corinthe aurait fait le vœu à la déesse Aphrodite d'offrir, selon les sources, vingt-cinq, cinquante ou cent hétaïres pour servir dans son temple sur l'Acrocorinthe,,,. Il remporta trois couronnes lors des Jeux mais seules ses victoires du stadion et du pentathlon sont rapportées par les textes : Pindare dit dans sa XIIIe Olympique, écrite en son honneur, que cette double victoire était alors sans précédent,. Il tint sa promesse à la déesse,,. Selon l'historienne Leslie Kurke, l'analyse de la XIIIe Olympique et d'une scolie (chanson de banquet) également écrite par Pindare, toutes les deux commandées par Xénophon, permet d'imaginer la façon dont cela aurait pu se passer : Xénophon aurait offert un banquet ou symposion au cours duquel le poète aurait déclamé les deux œuvres tandis que les hétaïres auraient dansé,.

### Sources antiques
- Athénée, Deipnosophistes [détail des éditions] (lire en ligne).
- Denys d'Halicarnasse, Antiquités romaines [détail des éditions] [lire en ligne].
- Diodore de Sicile, Bibliothèque historique [détail des éditions] [lire en ligne].
- Eusèbe de Césarée, Chronique, Livre I, 70-82. lire en ligne.
- Pausanias, Description de la Grèce [détail des éditions] [lire en ligne].
- Pindare, Odes [détail des éditions] (lire en ligne).